# Trichophorum schansiense
Trichophorum schansiense är en halvgräsart som beskrevs av Hand.-mazz. Trichophorum schansiense ingår i släktet tuvsävssläktet, och familjen halvgräs. Inga underarter finns listade i Catalogue of Life.